# Kostel svatého Cyrila a Metoděje (Chudobín)
Kostel svatého Cyrila a Metoděje (též Husitský sbor svatého Cyrila a Metoděje) je husitský kostel v Chudobíně zasvěcený svatým Cyrilovi a Metodějovi vystavěný v letech 1923–1925. Kostel je zapsán na seznamu kulturních památek ČR.

## Historie
V roce 1920 po vzniku československé církve husitské zdejší katolický farář Josef Žídek přešel k nově vzniklé církvi a kostel svatého Františka Serafinského sloužil až do roku 1923 věřícím nově vzniklé církve. Po příslibu subvence na stavbu nového kostela byl kostel vrácen katolické církvi. Základní kámen byl položen 27. května 1923 a kostel byl dokončen roku 1925. Mezitím však farář Žídek přestoupil k pravoslaví a kostel byl vysvěcen jako ortodoxní. Během následujících let probíhal spor mezi církví husitskou a nově vzniklou pravoslavnou o vlastnictví kostela. Ten v roce 1934 připadl československé církvi husitské.

Farář Žídek proto v letech 1934–1935 inicioval výstavbu nového pravoslavného kostela stejného zasvěcení. První bohoslužba československé církve husitské proběhla v kostele dne 6. března 1936.
V kostele se nacházejí oltářní obrazy, které namaloval litovelský rodák Alois Kučera. V roce 1966 sem byly přemístěny varhany ze zrušeného Červeného kostela v Olomouci.